# Upplands runinskrifter 288
Upplands runinskrifter 288 är en runsten som är uppställd invid ett stenröse och några träd mitt i en åker i Vik, Upplands Väsby. Det finns ingen riktig väg till stenen, för att komma dit får man gå över åkern. Stenen som antas härstamma från 1000-talet är ristad av Öpir. Inte långt ifrån denna sten finns U 287 som även den är ristad av Öpir.

## Inskrift
Translitterering av runraden:
olafr ' uk ' kunilr ' litu ' raisa ' stain ' eftʀ ÷ kuna ' sun ' sin ' uk ' ketil ' lit ÷ eftiʀ ÷ broþur ' sin ' ybir ' risti ' runa
Normalisering till runsvenska:
Olafʀ ok Gunnhildr letu ræisa stæin æftiʀ Gunna, sun sinn, ok Kætill let æftiʀ broður sinn. Øpiʀ risti runaʀ.
Översättning till nusvenska:
Olov och Gunnhild läto resa stenen efter Gunne, sin son, och Kättel lät efter sin broder. Öpir ristade runorna.